# 유로채널
유로채널(Eurochannel)은 유럽의 영화와 드라마, 다큐멘터리, 매거진 프로그램 등을 통해 유럽 문화와 라이프스타일을 소개하는 채널로 남미 등 비 유럽권에서 인기 있는 채널이다. 다양한 언어로 제작된 유럽 각국의 다양하고 우수한 콘텐츠를 전 미국과 라틴아메리카, 캐나다, 카리브해, 모잠비크, 포르투갈, 앙골라 등 25개 국가의 200여 개가 넘는 위성과 케이블채널을 통해 방송하고 있으며, 약 2천 500만명 이상이 유로채널을 유료로 시청하고 있다. 콘텐츠의 80%는 독점적으로 제공되고 있다.
대한민국에서는 홈초이스를 통해 T-broad, CJ 헬로비전, C&M등 모든 디지털 MSO에 VOD 서비스를 제공하고 있으며, Olleh KT, BTV등 IPTV 플랫폼에서도 동일한 서비스를 제공하고 있다.

## 연혁
- 1994년 브라질에서 Group Abril (TVA)가 유럽 컨텐츠에 포르투갈어 자막을 입혀 송출하는 채널 런칭
- 2000년 새 주주 Multithematiques INC.(Canal+Group)와 Vivendi가 스페인어 자막을 입혀 멕시코에서 런칭
- 2001년 콜롬비아와 베네수엘라에 채널 런칭
- 2004년 Gustavo Vainstein이 유로채널 회장으로 취임. 아르헨티나와 캐나다에 런칭하며 가시청 가구수 8백만 돌파
- 2005년 페루와 중미 런칭
- 2006년 볼리비아, 파라과이, 우르과이, 칠레, 에콰도르, 카리브해 프랑스령 지역에 런칭
- 2007년 포르투갈, 앙골라, 모잠비크에 런칭
- 2008년 미국, 바하마 런칭
- 2009년 폴란드 런칭(폴란드어 더빙 채널)
- 2010년 전 세계 2천 5백만 유료 가입자 돌파
- 2011년 Eurochannel On Demend 한국 홈초이스(디지털 케이블), Olleh KT(IP TV)런칭
- 2012년 한국 BTV(IP TV)런칭
- 2015년 한국 공식 개국

## 장르

### 시리즈
에스토니아,덴마크,아이슬란드,핀란드 등 전 유럽 국가의 우수 드라마 시리즈를 선보인다.

### 영화
주요 영화제 입상작을 포함, 전 유럽 국가에서 제작된 다양한 영화 소개

### 다큐영화
유럽의 문화와 역사 그리고 주요 사회 현안 등 다양한 분야와 관련된 리얼 다큐 프로그램

### 음악
유럽권 각국에서 인기를 모으고 있는 다양한 가수들의 콘서트 영상 및 뮤직 비디오 그리고 인터뷰 영상 등을 선보인다.